# Lisna Bore
Lisna Bore (Montenegrijns: Лисна Боре; Albanees: Lisna Borë) is een dorp in de gemeente Ulcinj, Montenegro. De plaats ligt dicht bij de Albanese grens.

## Bevolking
Volgens de telling van 2011 telde het dorp Lisna Bore 171 inwoners, allemaal Albanezen. Alle inwoners zijn moslim.
| 1948 | 1953 | 1961 | 1971 | 1981 | 1991 | 2003 | 2011 |
| ---- | ---- | ---- | ---- | ---- | ---- | ---- | ---- |
| 188  | 204  | 249  | 233  | 264  | 258  | 179  | 171  |